# Rigas tunnelbana
Rigas tunnelbana (lettiska: Rīgas metropolitēns, ryska: Рижский метрополитен) var ett planerat tunnelbanesystem i Lettlands huvudstad Riga. Det började planeras under 1970-talet men kom aldrig att fullföljas.
Planeringen startade på 1970-talet i dåvarande Sovjetunionen och omfattade då två linjer. Bakgrunden var Rigas befolkningsökning som innebar att staden skulle bli en miljonstad. På 1980-talet uppdaterades planerna till att omfatta tre linjer med sammanlagd 33 stationer. Projektet skulle bli det dyraste i hela Sovjetunionen och innefattade bland annat en tunnel under floden Daugava, men finansieringen skulle till övervägande del komma från Moskva. Lettiska SSR skulle bara finansiera en depå och tunnelbanenedgångarna, samt bekosta tekniska detaljer. Projektet var först tänkt att slutföras 1990 då tunnelbanan skulle invigas. På grund av förseningar flyttades planerat öppningsdatum fram till 1997 och senare 2002 - men projektet kom aldrig att realiseras.
Projektet skrinlades som en följd av Sovjetunionens fall, och att kritik riktades mot projektets utformning och riskerna för översvämningar på grund av Rigas geologiska förutsättningar med floden Daugava. Även nationalistiska strömningar, med en oro över att fler ryssar skulle flytta till Riga, nämns som en faktor.[källa behövs]. Riga är mycket dominerande i Lettland med landets halva invånarantal, och vissa vill inte öka stadens dominans och lägga de höga kostnaderna på huvudstaden i det relativt lilla landet. Idag (2023) finns inga planer på att återuppta projektet.
Det finns spårväg (99 kilometer långt nät), trådbuss och dieselbuss i Riga.